# 本泉寺 (常陸大宮市)
本泉寺（ほんせんじ）は、茨城県常陸大宮市にある浄土真宗本願寺派の寺院。

## 歴史
1248年（宝治2年）、唯円（鳥喰の唯円）の開基である。唯円は俗名「鳥喰六郎兵衛尉朝業」という武士で、1227年（安貞元年）に、浄土真宗宗祖の親鸞の弟子となり、「唯円」を名乗ることになった。そして常陸国那珂郡鳥喰村（現・茨城県那珂市豊喰）に寺を創建した。
1590年（天正18年）の兵火で焼失したため、下総国葛飾郡古河（現・茨城県古河市）に移転したが、まもなく鳥喰村に復帰した。ところが1649年（慶安2年）の落雷による焼失で、再度古河に移転した。1664年（寛文4年）に水戸藩第2代藩主徳川光圀によって現在地に移転した。

## 交通アクセス
- 野上原駅より徒歩9分。